# Копцево (Рязанская область)
Копцево — деревня в Бобровинском сельском поселении Кораблинского района Рязанской области.

## География
Находится на берегу реки Алешня, близ деревни находится станция «282 км» Московской железной дороги.

## История
В платежных книгах Пехлецкого стана 1594—1597 годов упоминается пустошь Копцово (Копцовская). В источниках XVIII века упоминается деревня Копцово. В XIX веке — деревня Копцево (Копцы, Копцово).
В «Списках населенных мест Российской империи» за 1862 год деревня упоминается как Копцы при речке Алешне.

## Население
| 2010 |
| ---- |
| 37   |